# Френк Стоктон
Френк Річард Стоктон (англ. Frank Richard Stockton, 1834—1902 рр.) — американський письменник, відомий серією новаторських дитячих казок. 
У його найвідомішій байці «Панночка чи тигр?» («The Lady, or the Tiger?», 1882 р.) йдеться про юнака, засудженого до незвичного покарання за любовний зв'язок із улюбленою дочкою короля. Виведений на публічну арену, він стоїть перед двома дверима; за одними перебуває голодний тигр, що з'їсть його, а за іншими — прекрасна фрейліна королеви, з якою йому доведеться одружитися, якщо він відчинить ці двері. Поки натовп із тривогою чекає його рішення, він бачить серед глядачів принцесу, яка вказує йому на двері праворуч. Коханець починає відчиняти двері і… на цьому оповідь обривається. Чи врятувала принцеса своє кохання, вказавши на двері, що ведуть до фрейліни, чи вона воліла за краще побачити, як її коханий помре, аніж дивитися, як він одружиться з іншою? Такий складний вибір зробив цю історію хрестоматійною в американських школах, особливо тому, що Стоктон ніколи навіть не натякав на те, якою, на його думку, мала б бути кінцівка його твору.